# Reggiane Re.2004
Reggiane Re.2004 – niezrealizowany projekt włoskiego samolotu myśliwskiego z początku lat 40. XX wieku wytwórni Reggiane.

## Historia
W 1941 roku w wytwórni Officine Meccaniche Reggiane SpA (znanej w skróconej formie jako Reggiane), inżynierowie Roberto Longhi i Antonio Alessio rozpoczęli prace nad dwoma projektami samolotów myśliwskich, do napędu których planowano użyć silników rzędowych. Pierwszy z nich napędzany miał być niemieckim silnikiem Daimler-Benz DB 605A lub jego licencyjną wersją FIAT RA.1050 RC.58 Tifone. W ten sposób powstał Reggiane Re.2005. Druga z projektowanych maszyn miała być napędzana rodzimą konstrukcją: silnikiem rzędowym w układzie X Isotta Fraschini Zeta, będącym 24-cylindrową jednostką chłodzoną powietrzem, ważącą blisko 1000 kg, w której połączono ze sobą cztery bloki cylindrów pochodzących z silnika Isotta Fraschini Gamma RC.35. Samolot otrzymał oznaczenie Re.2004. Czynnikiem limitującym prace projektowe, a w dalszej przyszłości produkcję seryjną, było osiągnięcie dojrzałości konstrukcyjnej i odpowiedniej niezawodności silnika Zeta. Pierwsze próby na hamowni nowej jednostki w wersji RC.35 o mocy 1150 KM rozpoczęto 28 lutego 1941 roku. Niestety, nie przyniosły one zadowalających rezultatów. Głównym problemem było zapewnienie silnikowi odpowiedniego chłodzenia. Wydłużyło to na tyle prace, iż dopiero 8 maja 1943 roku rozpoczęto próby na hamowni docelowej wersji RC.25/60 (lub RC.24/60) o mocy maksymalnej wynoszącej 1250 KM i dwubiegową sprężarką. Wcześniej, w czerwcu 1942 roku włoskie Ministerstwo Lotnictwo zamówiło budowę dwóch prototypów Re.2004. Wobec braku docelowego silnika rozważano zamontowanie jednostki Reggiane Re.103 RC.40/50 o mocy 1500 - 1700 KM. Był to silnik w układzie M (odwróconego W) ale również i ten typ nie wyszedł poza fazę prób. Tym niemniej wytwórnia podjęła przygotowania do budowy zamówionych prototypów oraz pięciu egzemplarzy przedseryjnych. Nie jest jasne, który z istniejących płatowców zamierzano wykorzystać jako podstawę do budowy wersji Re.2004. Mógł to być zarówno Reggiane Re.2005, jak również Reggiane Re.2001. Przygotowania nie przyniosły żadnego rezultatu, 8 września 1943 roku rząd Pietra Badoglia ogłosił zawieszenie broni z aliantami, a wytwórnię przejęli Niemcy, którzy anulowali cały program budowy Re.2004.

## Uzbrojenie
Samolot miał posiadać silne uzbrojenie strzeleckie. W jego skład miały wchodzić dwa karabiny maszynowe Breda-SAFAT kalibru 12,7 mm umieszczone w kadłubie samolotu oraz dwa działka MG 151 kalibru 20 mm umieszczone w skrzydłach.